# سبيل غازي
سبيل غازي (مواليد 17 نوفمبر 1994) لاعب كرة قدم إماراتي يجيد اللعب في الدفاع مع نادي الذيد.
مثل النادي الأهلي في الفئات السنية ووقع مع نادي النصر عام 2009 و وصل للفريق الأول عام 2013 و أعاره النصر إلى نادي حتا في عام 2017 و أعاره إلى نادي الإمارات في عام 2018 و بعدها وقع مع نادي حتا و أعير إلى نادي الإمارات مطلع عام 2020 و لعب بعدها مع نادي دبا الحصن ونادي الذيد.

## روابط خارجية
- سبيل غازي على موقع Soccerway.com (الإنجليزية)